# JFE Steel
JFE Steel (Japans: JFEスチール) is een Japans staalproducent. Het is een onderdeel van JFE Holdings, dat ook nog scheepsbouw- en bouwkundige activiteiten omvat. In 2020 produceerde het ruim 24 miljoen ton staal en was daarmee na Nippon Steel de grootste staalmaker van Japan en de op dertien na grootste ter wereld.

## Geschiedenis
JFE Steel werd in 2003 gecreëerd na de fusie tussen NKK en Kawasaki Steel. 
Dat jaar werd de joint venture Guangzhou JFE Steel Sheet gevormd met het Chinese Guangzhou IJzer- en Staalbedrijven Holdings.
In 2009 werd een deel van JFE Onderzoek & Ontwikkeling geabsorbeerd. Twee jaar later ging JFE Stedelijke Ontwikkeling op in JFE Steel.
In 2016 vormde het de joint venture Nucor-JFE Steel Mexico met Nucor om in Mexico gegalvaniseerd plaatstaal te maken voor de automobielindustrie. Deze fabriek werd in februari 2020 opgestart met een capaciteit van 400.000 ton per jaar.

## Fabrieken
JFE Steel telt een aantal fabrieken in Japan, allen gelegen aan de zuidwestkust van het grootste eiland Honshu:
- De Staalfabrieken van Oost-Japan omvatten drie grote fabrieken. Twee zijn in de districten Chiba en Keihin gelegen. Beiden liggen tegen de waterkant aan de Baai van Tokio, Chiba aan de oostkant en Keihin aan de westkant. Een derde ligt bij de stad Nishinomiya verder naar het westen. Daar wordt roestvast staal gemaakt. In totaal wordt er jaarlijks circa acht miljoen ton staal gemaakt.[4]

- De Staalfabrieken van West-Japan omvatten twee grote fabrieken gelegen aan de noordoever van de Japanse Binnenzee.[5] De fabriek nabij Fukuyama werd in 1965 geopend door voorloper Nippon Kokan. De andere ligt ten oosten daarvan, nabij Kurashiki. Deze werd in 1961 geopend door voorloper Kawasaki Steel.

- De Staalfabriek van Chita ligt in het noordwesten van de Baai van Isa nabij de stad Chita. Het is de grootste fabriek voor stalen buizen in de wereld.[6] Deze fabriek werd in 1943 opgezet door Kawasaki Steel.

- De Staalfabriek van Sendai ligt in de haven van Sendai meer naar het noorden van Honshu.[7] Hier wordt jaarlijks ruim 600 duizend ton staaldraad en -staven geproduceerd met vlamboogovens.

Het bedrijf heeft verder aandelen in staalverwerker California Steel, blikproducent Fujian Sino-Japan Metal in China, iJzerertsmijnbouwbedrijf Minas da Serra Geral in Brazilië, de Indiase staalproducent JSW Steel, de Koreaanse staalproducent Dongkuk Steel en de Thaise staalplaatmaker Thai Cold Rolled Steel Sheet.